# Oleg Antonov
Pour les articles homonymes, voir Oleg Antonov (homonymie) et Antonov.
Oleg Konstantinovitch Antonov (en russe : Олег Константинович Антонов), né le 25 janvier 1906 (7 février dans le calendrier grégorien) dans le village de Troïtsi, près de Moscou, et décédé le 4 avril 1984 à Kiev, est un ingénieur aéronautique soviétique. Membre du PCUS depuis 1945.

## Biographie
Après avoir terminé ses études en 1930 à l'université polytechnique de Léningrad, il travailla jusqu'en 1938 comme chef du bureau d'études d'une entreprise de construction de planeurs. Il se consacra par la suite avec Yakovlev entre autres au développement de planeurs lourds (transport de fret) (Antonov A-7, Antonov A-11) et de chasseurs. À partir de 1946, il conçut dans l'usine Antonov de Novossibirsk divers avions dont certains sont restés légendaires à l'Est, notamment l'An-2, biplan de transport de passagers et de fret surnommé Anna ou le tracteur des airs et fabriqué à plus de 15 000 exemplaires depuis 1947.
À citer également : des turbopropulseurs comme le moyen-courrier An-10 Ukraina (1957) ainsi que l'An-22 (Antæus) (1969) qui fut en son temps l'un des plus gros avions du monde et l'An-124 Ruslan (1982). 
Le plus gros avion du monde actuel (jusqu’à sa destruction par un bombardement russe en Ukraine en 2022), l’Antonov An-225 Mriya (1988) n'est conçu qu'après sa mort.
En récompense de son œuvre, Oleg Antonov a été décoré trois fois de l'Ordre de Lénine et nommé Héros du travail socialiste. La banque nationale d'Ukraine a émis en février 2006 une pièce de 2 hryvnias (hors circulation, diamètre 31 mm en argentan) commémorant le centenaire de sa naissance.
Il est député du 5e-11e Soviet suprême de l'Union soviétique (1958-1984) de l'oblast de Kiev.
Mort à Kiev le 4 avril 1984, Oleg Antonov est enterré au cimetière Baïkov.

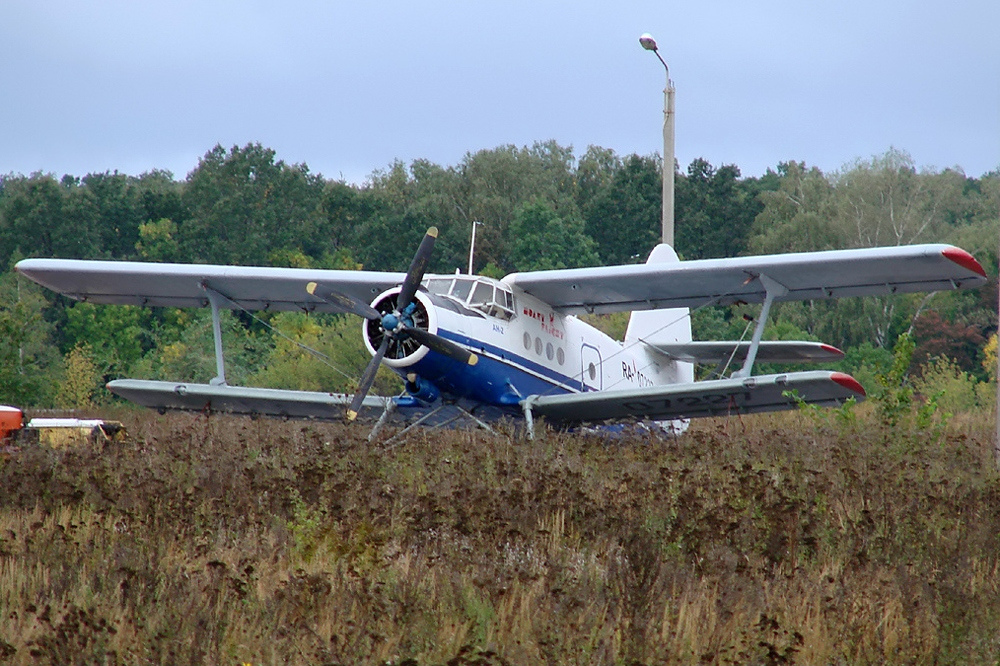
Аn-2
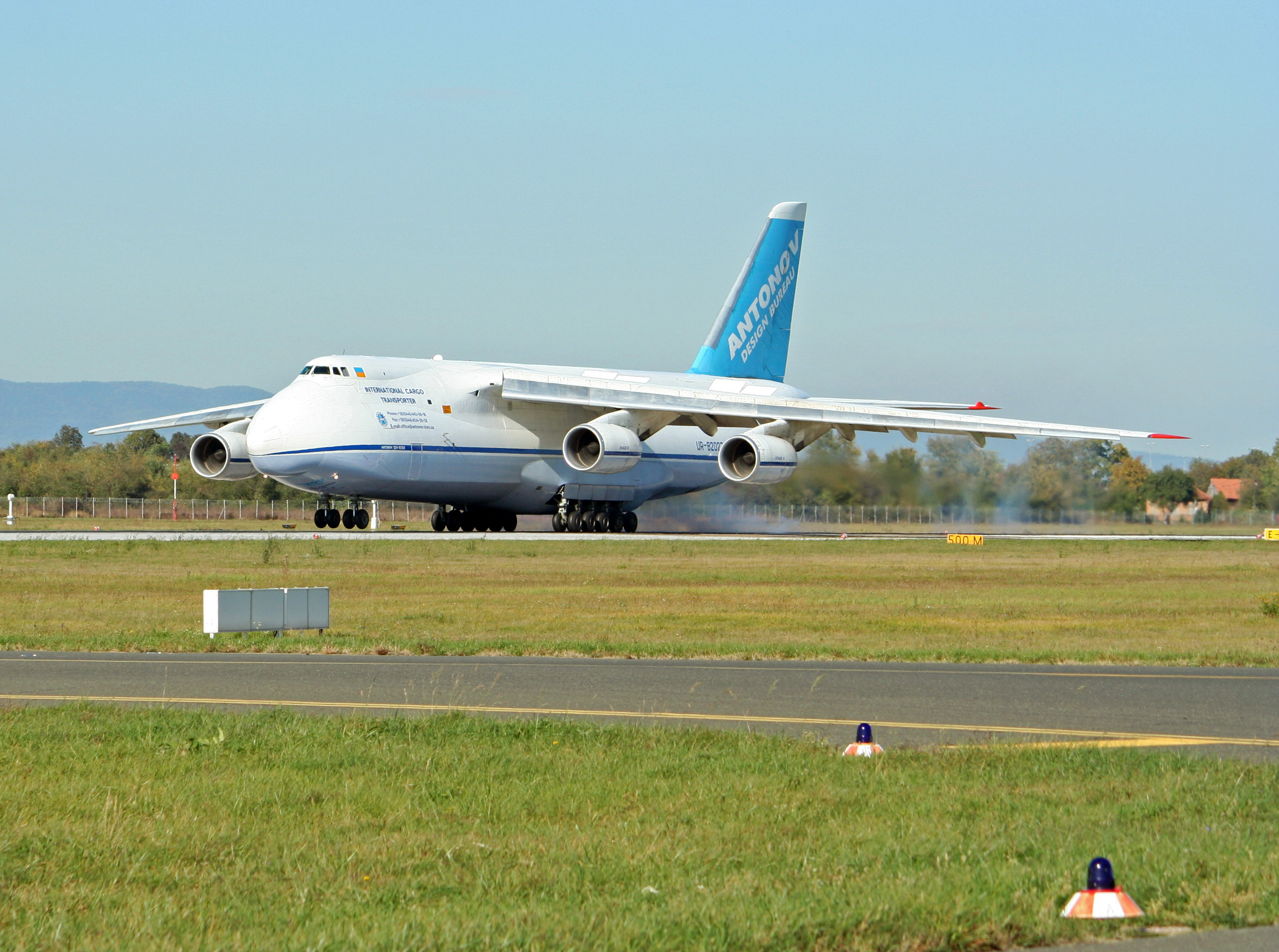
Аn-124
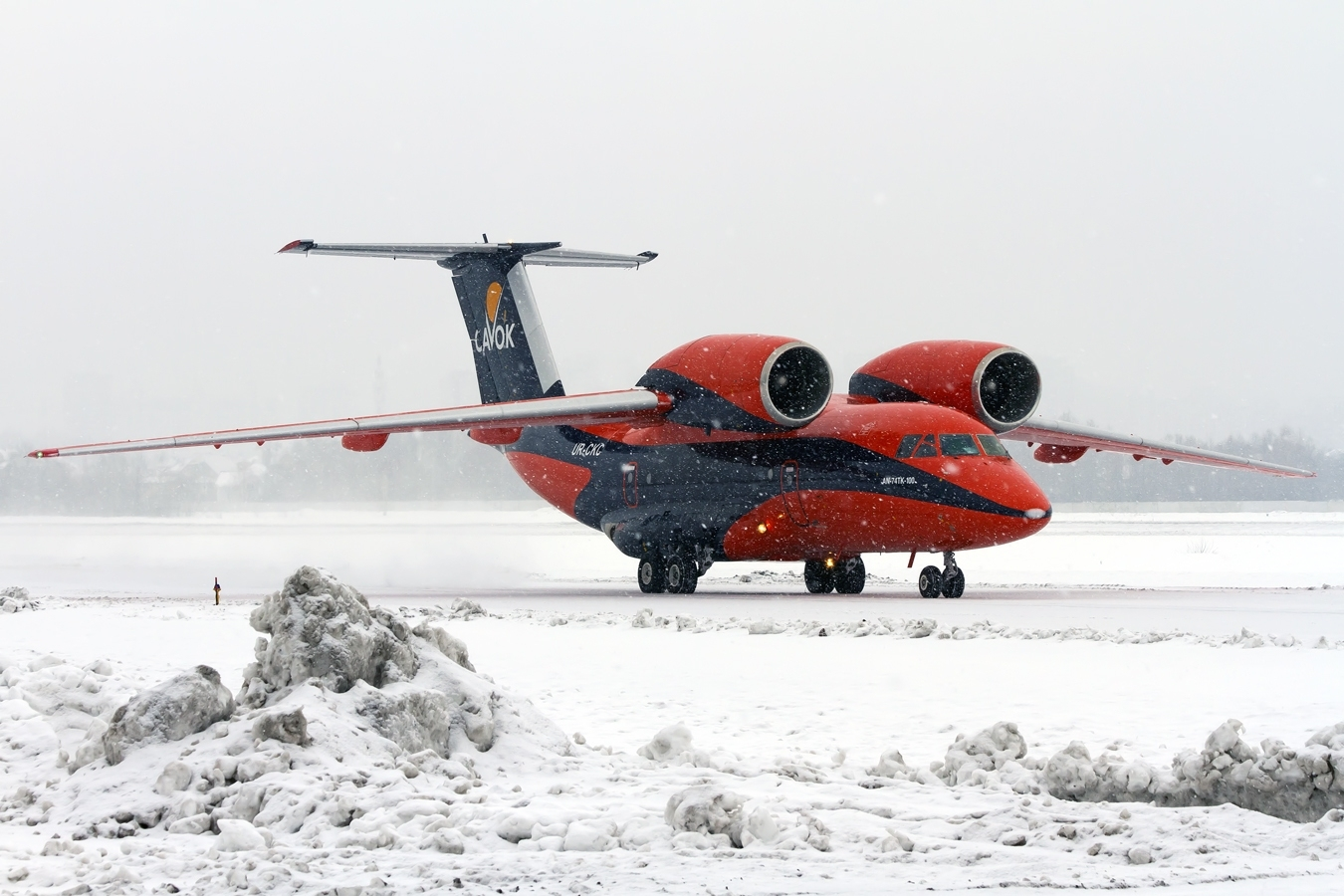
Аn-74
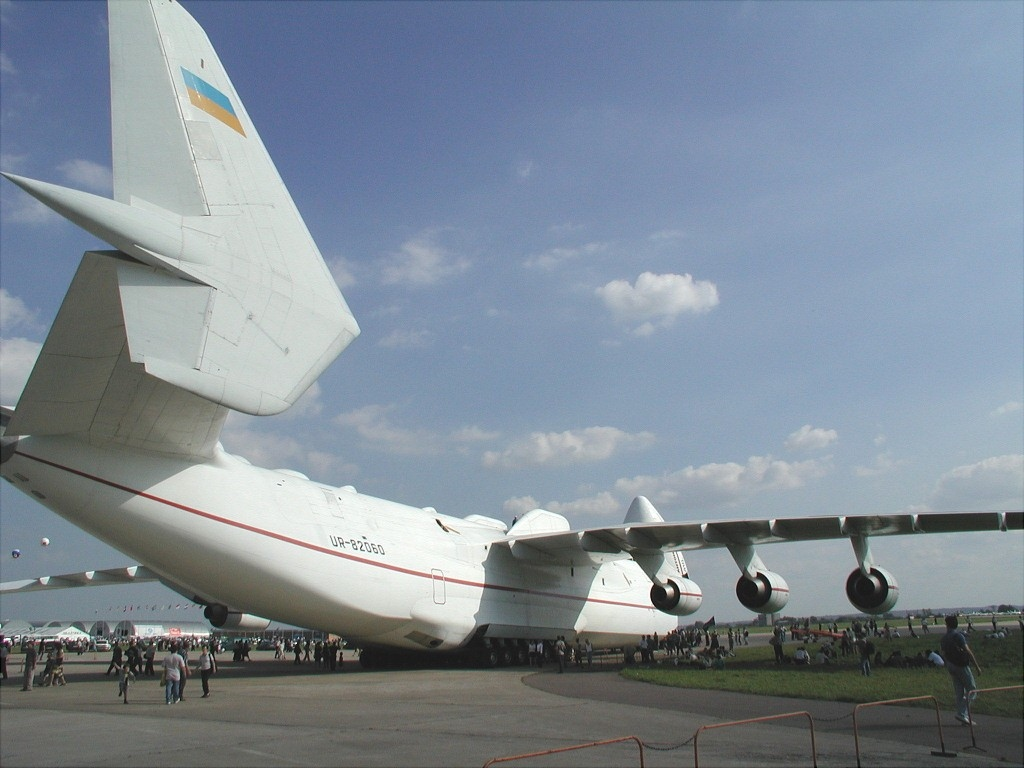
Аn-225
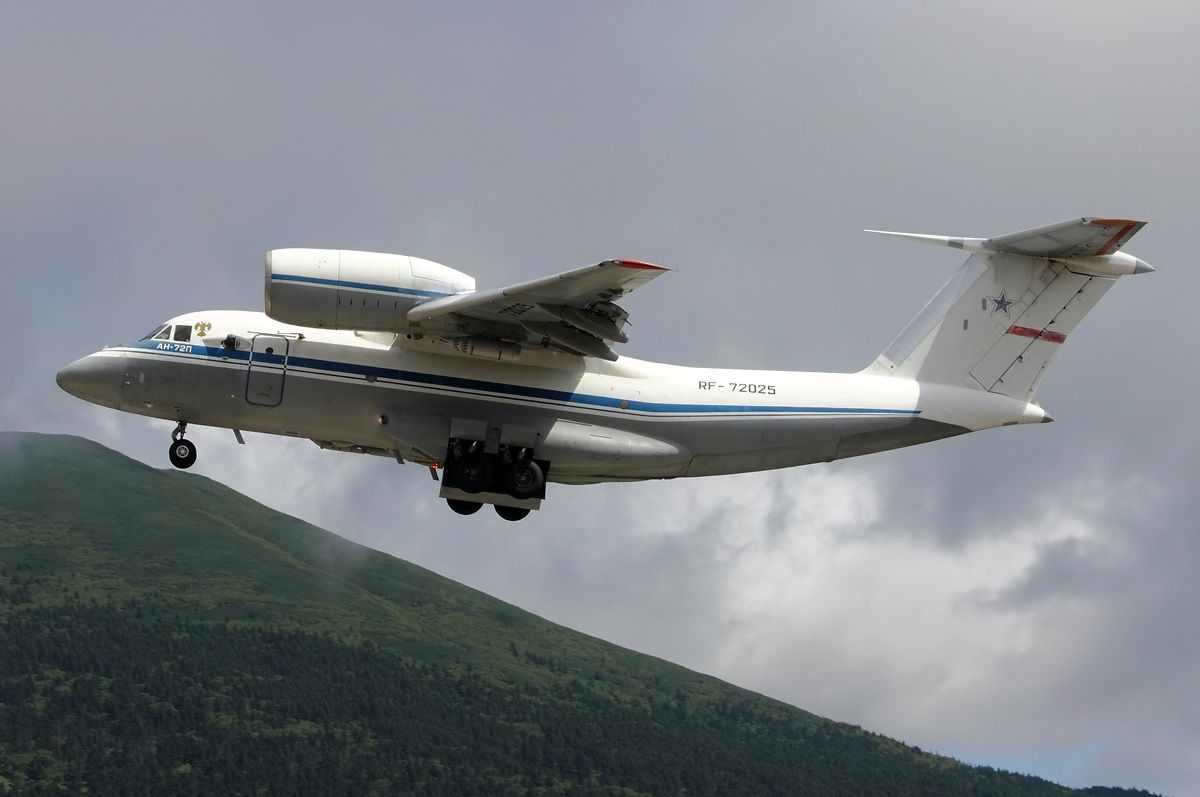
Аn-72 с